# Назира Фарах Саркис
Назиря Фарах Саркис (араб. نظيرة فرح سركيس‎; род. 1962, Алеппо) — сирийский учёный и политик. Министр по вопросам экологии (2012—2016). Кандидат химических наук, магистр аналитической химии.

## Биография
Назира Фарах Саркис родилась в 1962 году в Алеппо. По национальности армянка. Получила армянское образование. Окончив начальную школу, выбрав профессию химика поступила в вуз. После завершения учёбы получила учёную степень бакалавра в области химических наук. Продолжила обучение в магистратуре, закончив обучение в которой получила диплом и степень магистра аналитической химии. C 1999 по 2001 год являлась руководителем союза учителей в фармацевтическом колледже. В звании кандидата химических наук преподавала в университете Алеппо, где в период с 2001 по 2006 год занимала должность начальника отдела аналитической химии.
23 июня 2012 года, указом президента Сирии Башар Асада была назначена на пост министра по вопросам охраны окружающей среды.